# Mariano García Remón
Mariano García Remón (Madrid, 30 settembre 1950) è un allenatore di calcio ed ex calciatore spagnolo, di ruolo portiere.

## Carriera
Trascorse la maggior parte della carriera nel Real Madrid, con cui vinse 7 campionati spagnoli e 4 Coppe del Re.

## Palmarès

### Giocatore

#### Competizioni nazionali
- Campionato spagnolo: 7

Real Madrid: 1971-1972; 1974-1975; 1975-1976; 1977-1978; 1978-1979; 1979-1980; 1985-1986
- Coppa di Spagna: 4

Real Madrid: 1973-1974; 1974-1975; 1979-1980; 1981-1982
- Copa de la Liga: 1

Real Madrid: 1985

#### Competizioni internazionali
- Coppa UEFA: 2

Real Madrid: 1984-1985, 1985-1986